# OuLiPo
OuLiPo – eksperymentalna grupa literacka założona 24 listopada 1960 przez pisarza Raymonda Queneau i matematyka François Le Lionnais w ramach Kolegium ’Patafizyki. Członkowie grupy konstruowali swe dzieła literackie w oparciu o wzory i prawa obowiązujące w matematyce (kombinatoryka, teoria gier) oraz lubowali się w grach słownych.
Początkowo przyjęto nazwę „Séminaire de Littérature Expérimentale” (SÉLITEX, SLF), wkrótce jednak przemianowano ją na „Warsztat Literatury Potencjalnej” Ouvroir de Littérature Potentielle (OuLiPo lub Oulipo). Poza założycielami do grupy należeli: Jacques Bens, Claude Berge, André Blavier, Noël Arnaud, Jacques Duchteau, Jean Lescure, Jean Quéval, Georges Perec, Jacques Roubaud, Marcel Bénabou. Byli to tzw. „członkowie czynni”, do grupy bowiem należeli także „korespondenci” (wśród nich m.in. Marcel Duchamp) oraz „goście honorowi” (np. Italo Calvino, Harry Mathews). Grupa organizowała quasi–naukowe spotkania i seminaria, wydawała serię książek wraz z manifestami, tekstami teoretycznymi i ich realizacjami literackimi. Wraz ze śmiercią głównych animatorów grupy (Queneau, Pereca i Le Lionnais’ego), w latach 80. XX wieku jej aktywność znacznie się zmniejszyła. Część z jej członków (Roubaud, Bénabou) wraz z informatykami założyli wówczas własną pracownię o nazwie Atelier de Littérature Assistée par la Mathématique et les Ordinateurs (Pracownia Literatury Wspieranej przez Matematykę i Komputery), w skrócie Alamo. Również w latach 80. powstała filia grupy o nazwie l’OuPeinPo (Ouvroir de peinture potentielle – Warsztat Malarstwa Potencjalnego), zajmująca się sztukami plastycznymi.
Pierwszy manifest grupy wyodrębnił wśród poszukiwań literackich dwie drogi:
- analityczną (anoulipisme) – poszukiwania na obszarze już istniejących, tradycyjnych i nieraz kanonicznych tekstów literackich, w których należy szukać inspiracji dla nowej literatury,
- syntetyczną (synthoulipisme) – tendencja polegająca na poszukiwaniu całkowicie nowych dróg dla literatury.

Przykładem realizacji drugiego nurtu jest chociażby haiku konstruowane w oparciu o algebrę Boole’a. Główną inspiracją była więc przede wszystkim matematyka i logika, a także zagadnienia sztucznych języków, teorii informacji i teorii gier. Innym przykładem realizacji nurtu syntetycznego, który w ostateczności zwyciężył nurt analityczny, jest tomik Queneau Cent mille milliards de poèmes (Sto tysięcy miliardów wierszy, 1961) składający się ze zbioru dziesięciu czternastowersowych sonetów, w których każdy wers stanowi odrębne zdanie. Wersy są odpowiednio poobcinane tak, aby czytelnik mógł je dowolnie zestawiać, np. pierwszy wers z drugiego sonetu z czwartym wersem piątego itd. Daje to razem 1014 kombinacji (tytułowe sto tysięcy miliardów wierszy). Dodatkowo zestawienia poszczególnych wersów zawsze tworzą sonet zgodnie z regułami jego budowy. Podobny eksperyment zastosował Queneau w książce Morale élémentaire (Moralność elementarna, 1975).
Innym charakterystycznym dla grupy tomikiem jest Epsilon Roubauda. Książka ta składa się z 361 tekstów (głównie sonetów, ale także cytatów czy poematów prozą), które jednocześnie są kamieniami w grze go (180 białych i 181 czarnych kamieni-tekstów). Do książki dołączona jest instrukcja odczytywania tych tekstów w określonej kolejności (zgodnie z poszczególnymi 157 posunięciami w japońskiej rozgrywce go analizowanej na łamach miesięcznika „Go Review”).
Pozostałe teksty opublikowane w ramach OuLiPo są głównie wyrafinowanymi zabawami literackimi lub matematyczno–logiczno–słownikowymi: lipogramy, tautogramy, „przekłady homofoniczne”, „dramaty alfabetyczne”, „sonety wertykalne”, „sonety irracjonalne”, „ćwiczenia homosyntaktyczne”, „poezje antonimiczne”, teksty na wstędze Möbiusa, „poematy Boole’owskie”. Wiele z nich miało charakter gry z konwencjami literatury.

## Członkowie OuLiPo wraz z datami przystąpienia do grupy[1]
Noël Arnaud (1960, członek założyciel), Michèle Audin (2009), Valérie Beaudouin (2003), Marcel Bénabou (1970), Jacques Bens (1960, członek założyciel), Claude Berge (1960, członek założyciel), Eduardo Berti (2014), André Blavier (Korespondent Zagraniczny), Paul Braffort (1961), Italo Calvino (1974), François Caradec (1983), Bernard Cerquiglini (1995), Ross Chambers (1961), Stanley Chapman (1961), Marcel Duchamp (1962), Jacques Duchateau (1960, członek założyciel), Luc Etienne (1970), Frédéric Forte (2005), Paul Fournel (1972), Anne F. Garréta (2000), Michelle Grangaud (1995), Jacques Jouet (1983), Latis (1960, członek założyciel), François Le Lionnais (1960, członek założyciel), Hervé Le Tellier (1992), Étienne Lécroart (2012), Jean Lescure (1960, członek założyciel), Daniel Levin Becker (2009), Pablo Martín Sánchez (2014), Harry Mathews (1973), Clémentine Mélois (2017), Michèle Métail (1975), Ian Monk (1998), Oskar Pastior (1992), Georges Perec (1967), Raymond Queneau (1960, członek założyciel), Jean Queval (1960, członek założyciel), Pierre Rosenstiehl (1992), Jacques Roubaud (1966), Olivier Salon (2000), Albert-Marie Schmidt (1960, członek założyciel)

## Kolejni Przewodniczący
1. François Le Lionnais (1960 – 1984)
2. Noël Arnaud (1984 – 2003)
3. Paul Fournel (2003 – )